# Instytut Wysokich Ciśnień Polskiej Akademii Nauk
Instytut Wysokich Ciśnień Polskiej Akademii Nauk (IWC PAN, Unipress) – instytut naukowy Polskiej Akademii Nauk założony w 1972 roku. Jego misją jest zastosowanie metod wysokociśnieniowych do badań podstawowych i rozwój technologii opartych na wysokich ciśnieniach (między innymi paskalizacji żywności).
IWC PAN posiada trzy lokalizacje:
- Budynek Główny – ul. Sokołowska 29/37, 01-142 Warszawa (administracja, laboratorium wzrostu kryształów, laboratorium biofizyki protein, warsztat centralny[2])
- Budynek Nowych Technologii – al. Prymasa Tysiąclecia 98, 01-424 Warszawa (laboratorium niebieskiej optoelektroniki, laboratorium nanotechnologii, laboratorium nadprzewodników wysokotemperaturowych[2]; 52°14′45″N 20°57′30″E/52,245920 20,958470)
- Laboratoria w Celestynowie – Lasek 7, 05-430 Celestynów (administracja, centrum konferencyjne, warsztat[2]; 52°02′58″N 21°21′42″E/52,049410 21,361570)[5]